# 斯堤克斯河 (彼爾姆)

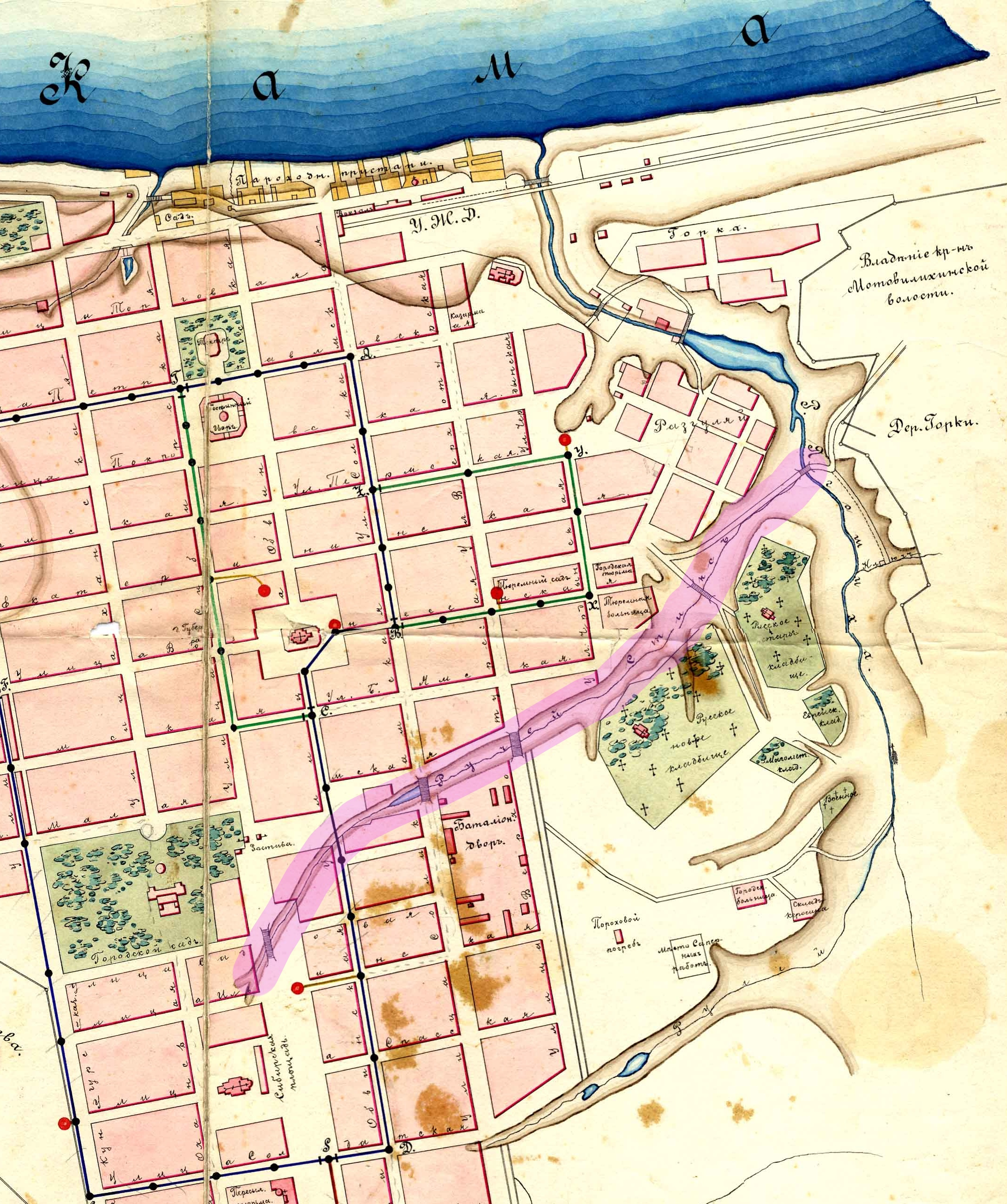
斯堤克斯河地圖（1898年）

斯堤克斯河是俄羅斯的小型河流，位於彼爾姆邊疆區內，屬於葉戈希哈河的左支流，河流從18世紀開始以希臘神話中的斯堤克斯命名。